# 본분 금메달
《본분 금메달》은 2016년 2월 10일에 KBS2에서 방송된 파일럿 프로그램이다. 본래 프로그램 제목은 《본분올림픽》이었으나, 2월 9일 평창 동계 올림픽 대회 조직위원회의 권고로 인해 제목이 변경되었다.

## 출연
- 하니
- 솔지
- 유주
- 리지
- 혜연
- 나연
- 경리
- NC.A
- 다현
- 박보람
- 정연
- 나라
- 지민
- 예지
- 차오루
- 허영지